# 佛教寺
佛教寺（ぶっきょうじ）は岡山県久米郡久米南町に所在する寺院である。山号は医王山。宗派は高野山真言宗。本尊は薬師如来。中国四十九薬師霊場第七番札所、高野山真言宗美作八十八ヶ所第二十番札所である。
御詠歌：医（くす）の山 瑠璃の光を 放ちつつ 朝な夕なに 衆生を助け

## 概要
寺伝によれば、奈良時代初期の和銅3年（710年）肩野部長者乙麻呂が喜恵上人を開山として招聘し建立したと言われる。和銅7年（714年）には元明天皇、平安時代には陽成天皇の勅願寺となったと伝えられている。
平安時代になると真言宗寺院となったと伝わる。また、南北朝時代には南朝方を支援したといわれる。
安土桃山時代の天正9年（1581年）兵火により伽藍を焼亡し、元明・陽成両天皇の勅旨を焼失したと言われている。
江戸時代初期の慶長9年（1604年）津山藩初代藩主森忠政により寺院が再興された。
明治時代以降、急速に衰退した。明治19年（1886年）本堂が崩壊したため、翌年の明治20年（1887年）に境内の文殊堂を移築し現在に至っている。昭和初期までは寛永14年（1637年）に森長継が再興した三重塔が存在したが老朽化のために昭和9年（1934年）に倒壊した。跡地には昭和61年（1986年）に日新社殿が建造された。
昭和30年（1955年）までは旧盆の7月16日に護法祭が行われていた。

## 文化財
岡山県指定重要文化財
- 石造宝篋印塔

花崗岩製、総高166cm、南北朝時代の文和3年/正平9年（1354年）に造立された。昭和34年（1959年）3月27日指定。
- 木造金剛力士像［二躯］

桧材寄木造、阿形像高295.5cm、吽形像高270cm、阿形像の背部内面に建長元年（1249年）己酉三月の墨書があり、鎌倉時代中期の作と確認されている。現在は寺院の収蔵庫に保管されている。昭和55年（1980年）4月8日指定。
- 佛教寺鎮守社本殿（附 天保六年棟札）

三間社流造り、桁行三間・梁間二間・棟高5.07m。八社権現社と呼ばれる。最初の建造は不明であるが、江戸時代前期の寛文2年（1662年）に再建されたとの記録がある。安永3年（1774年）、天保6年（1835年）、明治25年（1892年）に修理がなされている。平成19年（2007年）3月16日指定。
岡山県指定重要民俗文化財
- バンバ踊

江戸時代前期の寛永13年（1636年）に美作地方で旱天が続いたため、津山藩2代藩主森長継が境内の龍王社に雨乞祈願したところ降雨となった。この際に奉納された踊りが起源で、男性のみが踊る。昭和以降では昭和8年（1933年）、昭和23年（1948年）、昭和30年（1955年）、昭和53年（1978年）、平成6年（1994年）に請雨祈願がなされて降雨があり踊りが奉納された。昭和31年（1956年）4月17日指定。

## 画像

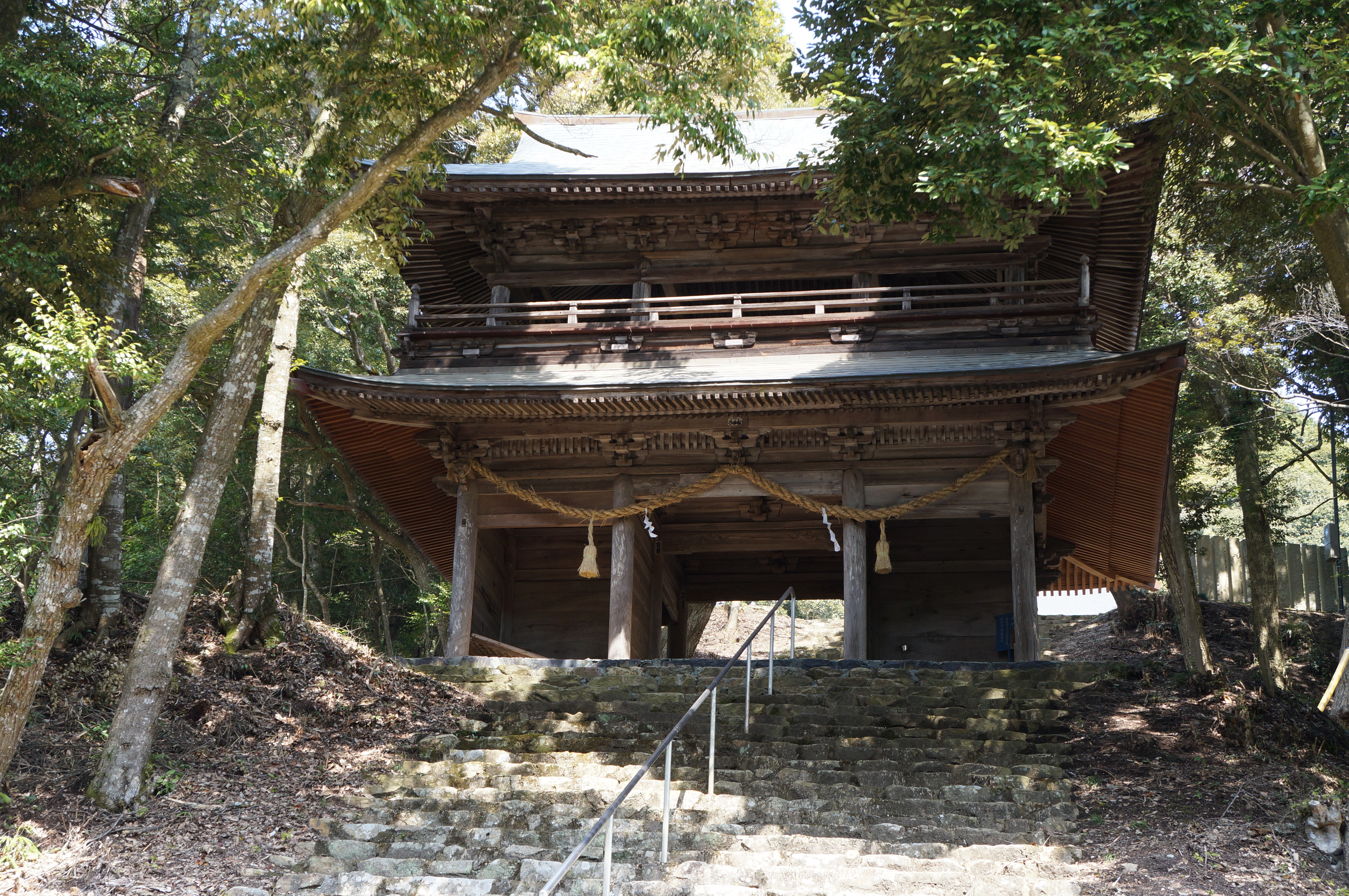
山門
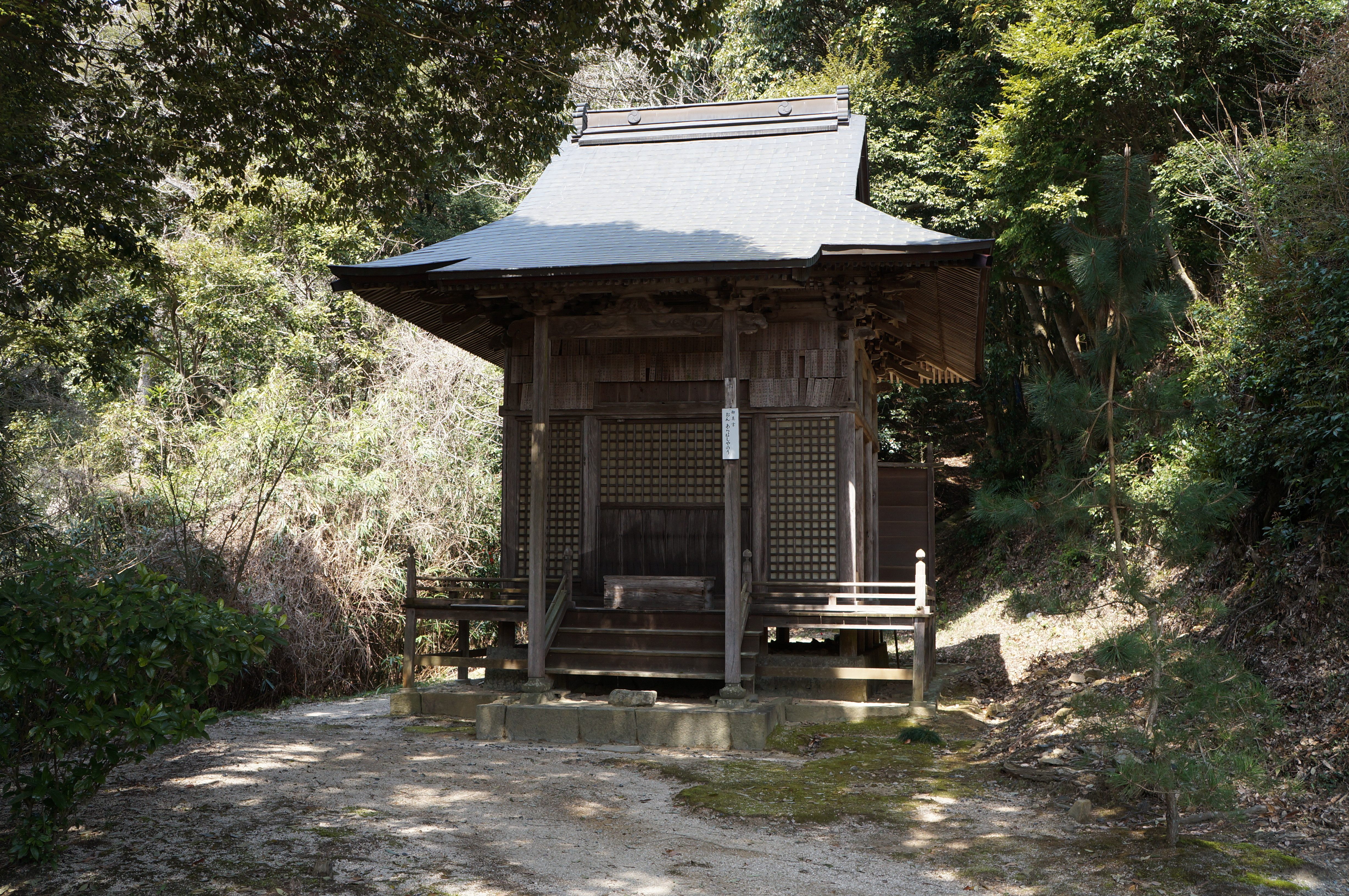
文殊堂
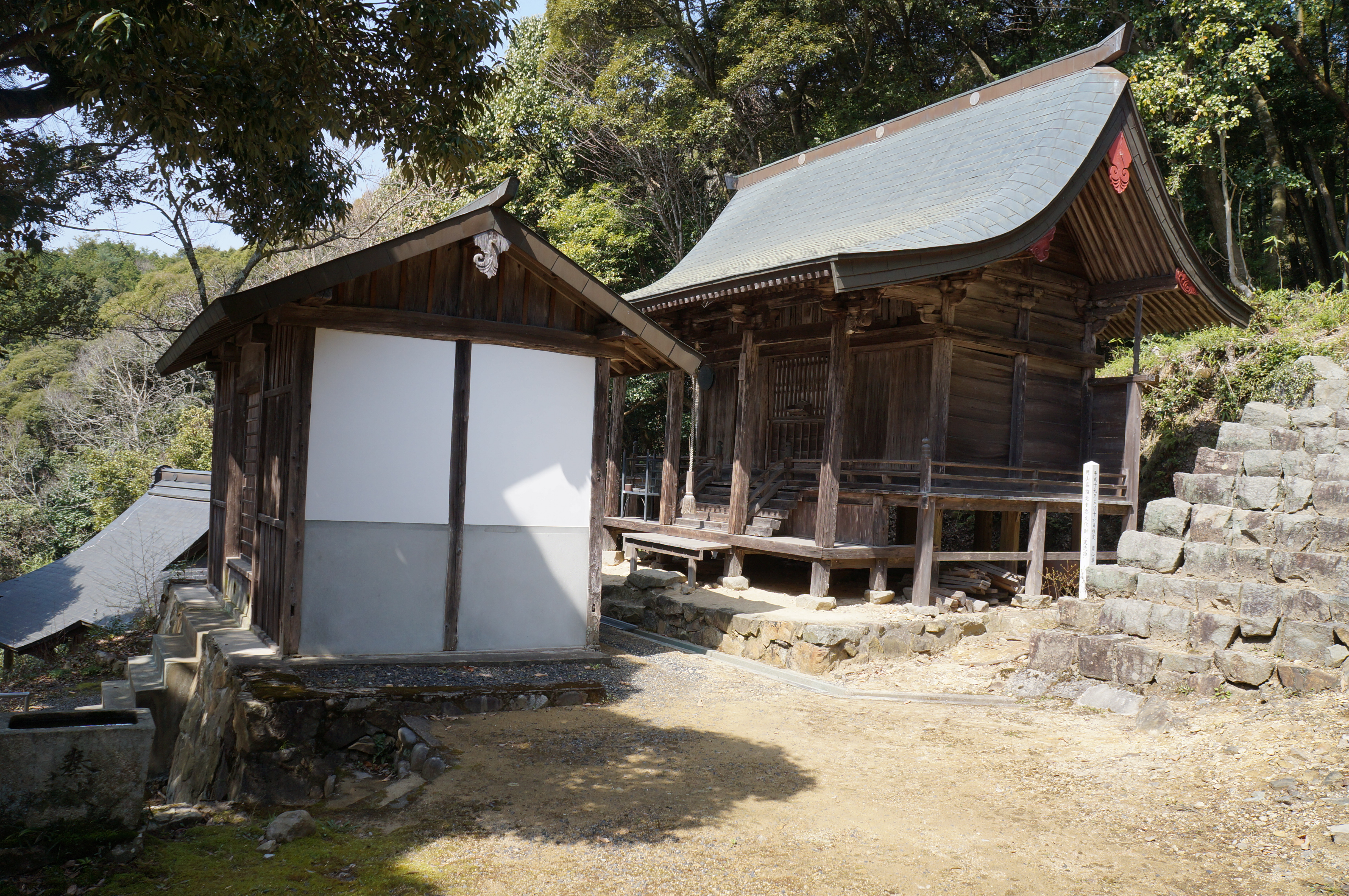
鎮守社
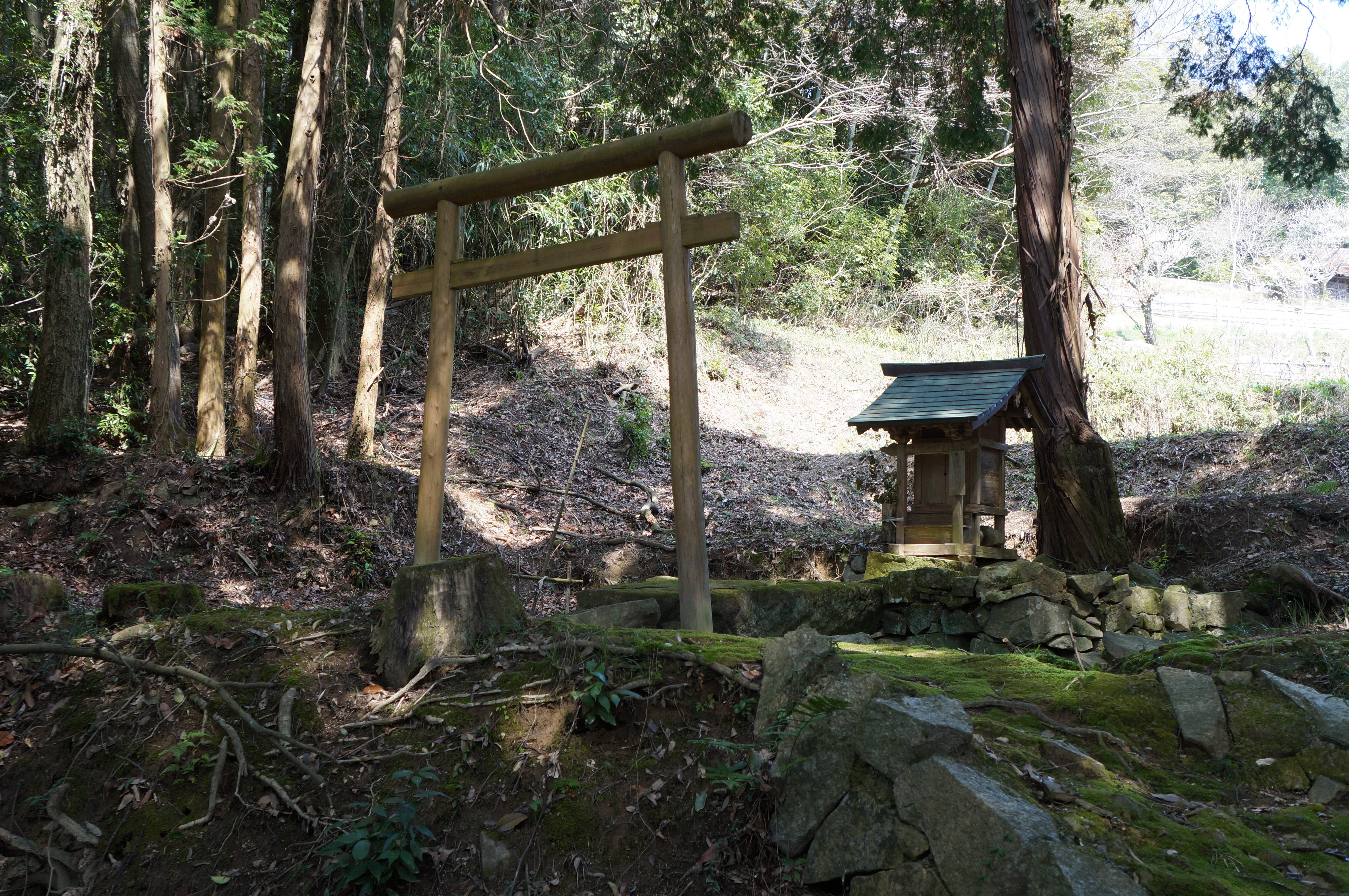
龍王社
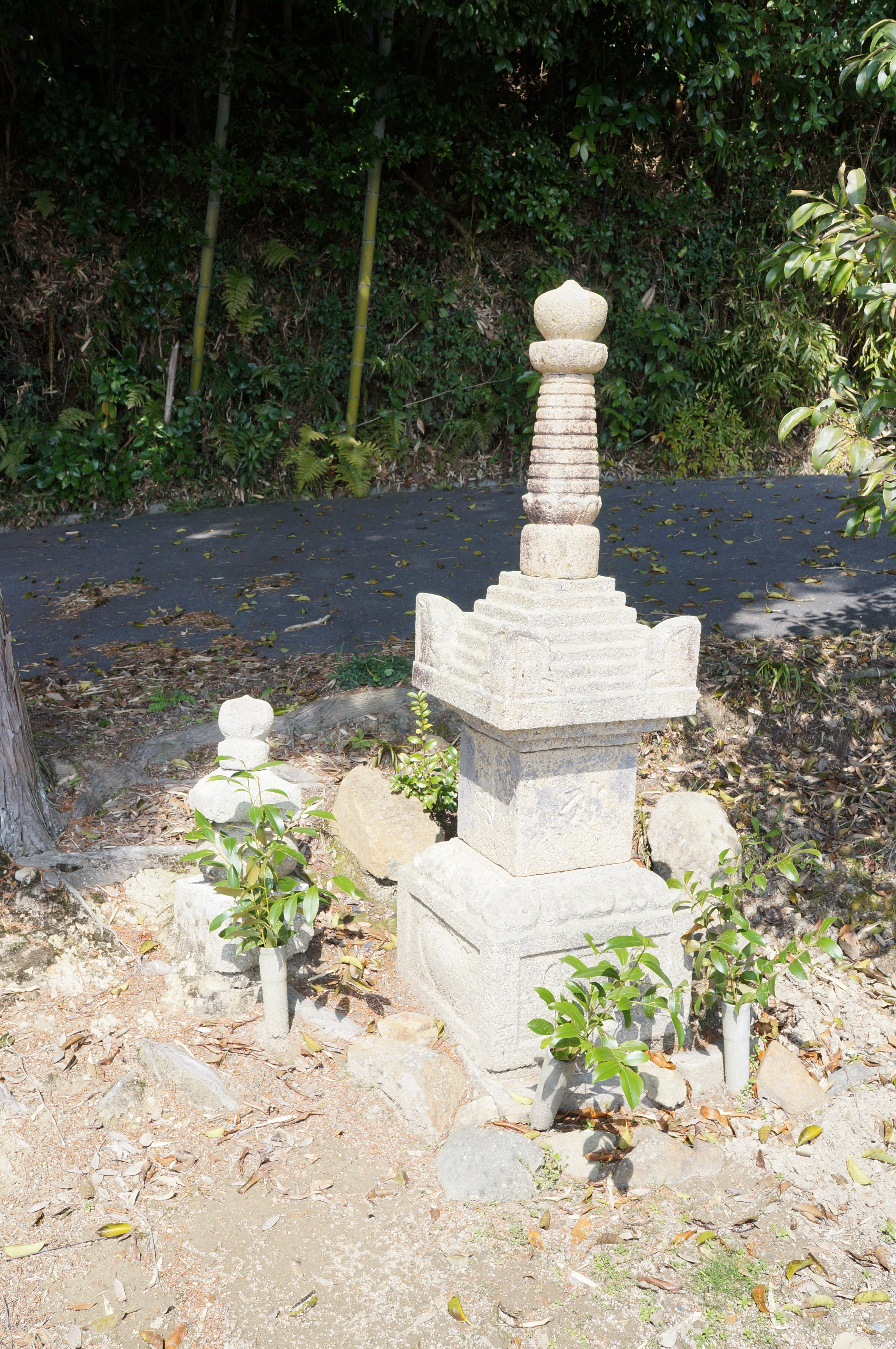
宝篋印塔
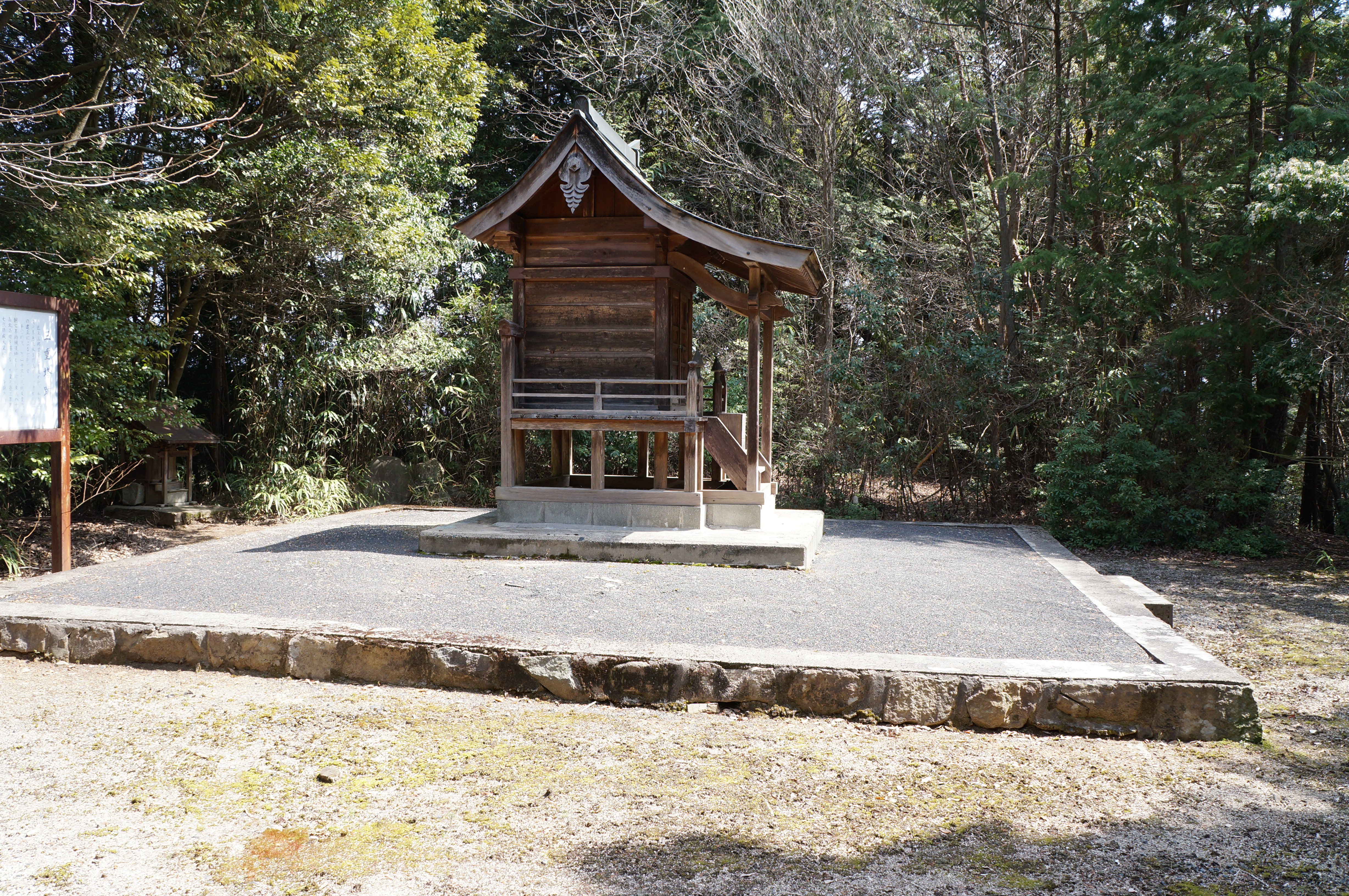
三重塔跡